# Grand Prix Rytme
Grand Prix Rytme er en gymnastikdisciplin for pigehold. Det er Danmarks største rytmiske disciplin, som kun dyrkes i Danmark. Sporten indeholder elementer fra dans og ballet, og der lægges vægt på både smidighed og styrke. Et hold bevæger sig ens til musik med og uden håndredskaber. Som sportsgren konkurreres der i forskellige alderskategorier:
- Hold med én koreografi (uden håndredskab)
  - Mikro: 6-8 år
  - Mini mono: 8-12 år
  - Tweens: 12-16 år
  - Senior fri: Over 17 år
- Hold med to koreografier (en med og en uden håndredskab)
  - Mini 8-10 år
  - Mini 10-12 år
  - Pigerække: 12-14 år
  - Junior: 14-16 år
  - Senior: Over 17 år

Konkurrencerne bedømmes af flere dommere, der hver afgiver point. Der bedømmes inden for tre kategorier: Kunstnerisk (hvor der max. kan gives 4 point), teknisk (max. 6 point) og udførelse (max. 10 point). Samlet kan der dermed gives 20 point for en enkelt serie, hvilket aldrig er sket. Det højeste point, der er givet, er 17,95 for serien uden redskab til Elina Elite fra Team Greve ved det officielle Danmarksmesterskab i 2019.[kilde mangler]